# جونیچی واتانابه
جونیچی واتانابه نویسنده ژاپنی است که عشقبازی خارج از ازدواج مردمان میان سال را به تصویر می‌کشد. رمان ۱۹۹۷ او بهشتی گمشده پرفروش‌ترین در ژاپن و آسیا شد. این کتاب به فیلم در آمده‌است و یک سری تلویزیونی از آن ساخته شده‌است.